# 1997 FW1
1997 FW1 är en asteroid i huvudbältet som upptäcktes den 28 mars 1997 av Beijing Schmidt CCD Asteroid Program vid Xinglong-observatoriet.